# Jesus välsignar barnen (Cranach)
Jesus välsignar barnen (tyska: Christus segnet die Kinder) är en serie oljemålningar av den tyske renässanskonstnären Lucas Cranach den äldre och hans verkstad. 
Motivet är hämtat från Evangeliet om Jesus och barnen som är en berättelse i Nya testamentet (Markusevangeliet 10:13–16, Matteusevangeliet 19:13–15 och Lukasevangeliet 18:15–17). Motivet är inte känt före reformationen och kan kopplas till konstnärens lutherska tro. I målningen avbildas Jesus centralt omgiven av mödrar med sina barn. I bildens vänstra del är lärjungarna avbildade. Serien omfattar cirka 22 målningar; de första bevarade versionerna målades av Cranach på 1530-talet. De senare versionerna är attribuerade hans mycket produktiva verkstad där konstnärens son Lucas Cranach den yngre var en förgrundsgestalt.  
I Köpenhamnsversionen syns Cranachs signatur, en bevingad drake, högst upp till höger. Utifrån drakvingarnas form kan man fastställa att den utförts efter 1537. Målningen tillhörde slottet Gottorp (som ännu äger två versioner i serien) men överfördes 1759 till Köpenhamn.

## Olika versioner
| Bild        | Anmärkning | År              | Teknik                   | Storlek (cm) | Samling                                               |
| ----------- | --- | --------------- | ------------------------ | ------------ | ----------------------------------------------------- |
|             | På slottet finns ytterligare ett verk med samma motiv attribuerad sonen Lucas Cranach den yngre.                                       | före 1537       | olja på pannå (lind)     | 71,5 x 121   | Gottorp, Schleswig                                    |
|             | | cirka 1535–1540 | målning på pannå (bok)   | 83,8 x 121,5 | Städelsches Kunstinstitut, Frankfurt am Main          |
|             | Klassifierad som "mästerverk" på lucascranach.org                                                                                      | efter 1537      | målning på pannå (lind)  | 85 x 121     | Larviks kyrka (Treenighetskirke), Larvik              |
|             | | efter 1537      | målning på pannå (lind)  | 77,5 × 122   | Kungliga slottet Wawel, Kraków                        |
|             | | efter 1537      | olja på pannå (päronträ) | 56,5 x 74    | Statens Museum for Kunst, Köpenhamn                   |
|             | | efter 1537      | olja på träpannå         | 56,5 x 80,5  | Stadtkirche St. Wenzel, Naumburg an der Saale         |
| bild saknas | | 1538            | olja på pannå (lind)     | 82,5 x 121   | Hamburger Kunsthalle                                  |
|             | | cirka 1540      | olja på pannå (bok)      | 71 x 122     | Johanniterkirche, Schwäbisch Hall (Sammlung Würth(de) |
|             | Attribuerad till sonen Lucas Cranach den yngre. I museets samlingar finns ytterligare ett verk med samma motiv som attribueras fadern. | cirka 1540      | målning på pannå (lind)  | 84 x 122     | Gemäldegalerie Alte Meister, Dresden                  |
|             | Attribuerad till sonen Lucas Cranach den yngre                                                                                         | cirka 1540      | målning på träpannå      | 81 x 121     | Chimei Museum, Tainan                                 |
|             | Attribuerad Lucas Cranach den äldre och hans verkstad.                                                                                 | cirka 1540–1550 | olja på träpannå         | 82 x 122     | Kunst Museum, Winterthur                              |
|             | Attribuerad till sonen Lucas Cranach den yngre                                                                                         | cirka 1545–1550 | målning på pannå (bok)   | 16,5 x 22,2  | Metropolitan Museum of Art, New York                  |
|             | Attribuerad Lucas Cranach den äldre och Lucas Cranach den yngre.                                                                       | efter 1550      | olja på pannå (lind)     | 54 × 74      | Nationalgalleriet, Prag                               |